# 2013년 1월 죽음
다음은 2013년 1월에 사망한 저명한 인물 목록이다.
- 1월 1일 - 미국의 가수, 배우 패티 페이지
- 1월 2일
  - 이스라엘의 배우 자하리라 하리파이
  - 일본의 야구인 다카노 히로요시
- 1월 3일
  - 대한민국의 국악인 박보아
  - 루마니아의 영화 감독, 배우, 정치인 세르지우 니콜라에스쿠
- 1월 4일 - 미국의 배우, 작가 토니 립
- 1월 5일
  - 대한민국의 조직폭력배 김태촌
  - 홍콩의 시인, 소설가, 수필가, 번역가 예쓰
- 1월 6일 - 대한민국의 야구인 조성민
- 1월 7일
  - 미국의 방송인, 배우 휴얼 하우저
  - 미국의 영화 감독 데이비드 R. 엘리스
- 1월 9일
  - 독일의 성우, 배우 피터 피츠
  - 미국의 경제학자 제임스 M. 뷰캐넌
- 1월 11일
  - 남베트남의 군인, 정치인 응우옌카인
  - 미국의 배우, 프로레슬링 선수 빌리 바가
  - 미국의 컴퓨터 프로그래머, 인터넷 활동가 에런 스워츠
  - 이탈리아의 배우 마리안젤라 멜라토
- 1월 12일 - 대한민국의 군인 김윤호
- 1월 13일
  - 미국의 수리물리학자 아서 와이트먼
  - 오스트레일리아의 배우, 작가 빌 브라운
- 1월 14일
  - 미국의 배우 토니 립
  - 미국의 배우 콘래드 베인
- 1월 15일 - 일본의 영화 감독, 각본가 오시마 나기사
- 1월 19일
  - 미국의 야구인 스탠 뮤지얼
  - 미국의 야구인 얼 위버
  - 일본의 스모인 다이호 고키
- 1월 21일
  - 대한민국의 정치인 김창욱
  - 영국의 영화 감독 마이클 위너
- 1월 22일
  - 대한민국의 정치인 신용남
  - 폴란드의 배우 루치나 빈니츠카
- 1월 23일 - 폴란드의 추기경 유제프 글렘프
- 1월 26일 - 일본의 의사 나카지마 히로시
- 1월 30일
  - 대한민국의 목사 박병하
  - 대한민국의 소설가 김지원
- 1월 31일 - 대한민국의 축구인 이수식